# Туропољско-посавски партизански одред
Туропољско-посавски народноослободилачки партизански (НОП) одред је био је био партизанска јединица у саставу Народноослободилачке војске и партизанских одреда Југославије током Другог светског рата у Хрватској. 

## Историјат
Формиран је 21. августа 1943. у Туропољу од ударних група 5 подручја срезова Велике Горице и Сиска. Имао је око 150 бораца и био у саставу Друге оперативне зоне НОВ и ПО Хрватске. Дејствовао је на подручју Туропоља, Посавине и Покупја, повремено и у Жумберку. Са деловима 13. пролетерске НОУ бригаде Раде Кончар 21. августа одбацио је делове 30. усташке бојне из Доње Купчине, а 23. августа водио борбе код Купчине против усташа. У септембру и октобру вршио је диверзије на железничкој прузи Загреб—Сисак и Загреб—Карловац и водио борбе против немачких и усташко–домобранских снага које су упадале на слободну територију.
Јединице Одреда су ноћу 9/10. новембра, са омладинском бригадом Јожа Влаховић, напале код Греде немачки транспортни воз, а 20/21. новембра на аеродрому Плесо (близу Велике Горице) заробиле 185 домобрана и запалиле радничке бараке. Крајем новембра имао је 4 батаљона са 1019 бораца. Од 2. новембра 1943. Туропољско–посавски НОП одред био је под командом Штаба жумберачко–посавског сектора. Ноћу 18/19. децембра јединице Одреда разоружале су домобранску посаду у селу Сопници (код Загреба) и уништиле два складишта (390 тона) авионских бомби и противавионских граната, и заробиле 63 домобрана; 19. децембра јединице Одреда садејствују јединицама 28. дивизије НОВЈ у нападу на аеродром Куриловец, где је заробљено 16 Немаца и 151 домобран, и ослобођене 460 италијанских заробљеника и уништено 6 камиона, хангари с већом количином горива и један авион. Одред је 8. јануара 1944. дао 2. и 3. батаљон за формирање бригаде Фрањо Огулинац Сељо; 21. јануара формиран је нови 3. батаљон, те је Одред тада имао 523 борца; 30. јануара Одред је ушао у састав 34. дивизије НОВЈ. Његове јединице 25. јануара учествују у заузимању села Хорвати, 10. фебруара воде борбу с јаким немачким снагама у рејону Велике Горице и пребацују се на леву обалу ријеке Саве у рејон села Оборова; ноћу 21/22. фебруара воде борбу код Доње Ломнице, 26/27. фебруара учествују у нападу на железничку станицу Хорвати и рушењу пруге Загреб–Карловац; 3. априла у разбијању делова немачке 1. козачке коњичке дивизије и Загребачког посадног здруга, 8. априла одбијају напад немачких снага код Крамарића, Хасан-Брега, Велике и Јамнице, 13/14. и 20. априла учествују у рушењу пруге Загреб–Карловац на одсеку између Чегља и Десинца, 18. јула и 4. августа између Хорвата и Зденчине, 2/3. јула воде борбе код Мале Млаке, 31. августа, 1/2, 3. и 6. септембра руше пругу Загреб–Сисак; 19. децембра нападају из заседе непријатељеву моторизовану колону код Оборова и уништавају 4 камиона, 28. децембра код Греде одбијају напад немачких и усташких снага, а 30. децембра заузимају усташко упориште Ракитовец (код Велике Горице). У међувремену 1. маја 1944. Одред је дао један батаљон (око 170 бораца) за попуну бригаде Фрањо Огулинац Сељо, 26. августа 1944. поновно је дао два батаљона (трећи и Руски батаљон) за попуну исте бригаде, а од преосталог људства формирао два батаљона. Крајем децембра 1944. формирао је 3. батаљон и тада је имао 564 борца. У 1945. учествује у одбрани слободне територије у Туропољу, Посавини и Покупју, и продужава са диверзантским акцијама на друмовима и железничким пругама Загреб—Сисак, Загреб–Карловац и Карловац—Сисак, те садејствује јединицама 34. ударне дивизије. Расформиран је 11. маја 1945; његовим људством попуњене су јединице 34. дивизије.